# Герлович, Аленка
Аленка Герлович (словен. Alenka Gerlovič; 17 сентября 1919, Любляна — 9 декабря 2010, там же) — югославская словенская художница, кукловод, сценограф, журналистка.

## Биография
Родилась в Любляне. Сестра — оперная певица Ванда Герлович (сопрано). До окончания начальной школы проживала в Брежицах, где её отец Франьо Герлович до 1929 года работал участковым врачом на Чатежском лечебном источнике. Училась в гимназии Любляны, куда её семья переехала после назначения отца главврачом в Полье. В 1937 году поступила в Загребскую академию изящных искусств на отделение живописи профессора В. Бецича, где наиболее интересовалась творчеством Крсты Хедегушича.
В годы войны Аленка ушла в партизаны: она рисовала плакаты и листовки, а также создала первый Партизанский кукольный театр, где работала кукловодом и сценограф. Она вышла замуж за художника Вито Глобочника. После войны она работала в художественном ателье Джонни Фриндландера в Париже и обратилась к пейзажной живописи. Для её работы характерны строгие композиции, стилизация и изображение реальных цветов. Большинство её последних произведений были написаны акварелью. На белизне листа изображались композиции цветущих деревьев, кустарников или цветочных полей в свободных формах. Особой лиричности Аленка достигала в изображении словенских гор и других ритмичных мотивов.
Аленка стала одним из первых сценографов Словенского народного театра после войны. Преподавала историю искусств в Классической гимназии Любляны, где также сообщала новости модернизма ученикам. До конца 1968 года преподавала в гимназии. Стала известным писателем и преподавателем: в 1968 году награждена премией Лествика за книгу об обучении детей рисованию. Также была известной путешественницей, сообщая о своих путешествиях в газетах и читая лекции.
После ухода на пенсию Аленка посвятила себя акриловой живописи и организовала ряд выставок (с 1969 по 1990 годы в музее Брежиц хранились её работы). В последние годы жизни перешла к акварельной технике. В 1981 году награждена Премией имени Франца Прешерна. Выпустила воспоминания «Кусочки моей жизни» (словен. Okruški mojega življenja). Запомнилась современникам благодаря любви к жизни, активной гражданской позиции и своей преданности к живописи.